# Badminton na Letních olympijských hrách 2008
Badminton na Letních olympijských hrách 2008 v čínském Pekingu.

## Medailisté

### Muži
| Kategorie    | Zlato                                           | Stříbro                               | Bronz                                          |
| ------------ | ----------------------------------------------- | ------------------------------------- | ---------------------------------------------- |
| dvouhra mužů | Čína (CHN) · Lin Tan                            | Malajsie (MAS) · Lee Chong Wei        | Čína (CHN) · Chen Jin                          |
| čtyřhra mužů | Indonésie (INA) · Markis Kido · Hendra Setiawan | Čína (CHN) · Cchaj Jün · Fu Chaj-feng | Jižní Korea (KOR) · Lee Jae-jin · Hwang Ji-man |

### Ženy
| Kategorie   | Zlato                          | Stříbro                                          | Bronz                                    |
| ----------- | ------------------------------ | ------------------------------------------------ | ---------------------------------------- |
| dvouhra žen | Čína (CHN) · Zhang Ning        | Čína (CHN) · Xie Xingfang                        | Indonésie (INA) · Maria Kristin Yulianti |
| čtyřhra žen | Čína (CHN) · Du Jing · Yu Yang | Jižní Korea (KOR) · Lee Kyung-won · Lee Hyo-jung | Čína (CHN) · Zhang Yawen · Wei Yili      |

### Smíšené
| Kategorie       | Zlato                                           | Stříbro                                              | Bronz                            |
| --------------- | ----------------------------------------------- | ---------------------------------------------------- | -------------------------------- |
| smíšená čtyřhra | Jižní Korea (KOR) · Lee Yong-dae · Lee Hyo-jung | Indonésie (INA) · Nova Widianto · Liliyana Natsirová | Čína (CHN) · He Hanbin · Yu Yang |

## Přehled medailí
| Pořadí | Země              | Zlato | Stříbro | Bronz | Celkově |
| ------ | ----------------- | ----- | ------- | ----- | ------- |
| 1.     | Čína (CHN)        | 3     | 2       | 3     | 8       |
| 2.     | Indonésie (INA)   | 1     | 1       | 1     | 3       |
| 2.     | Jižní Korea (KOR) | 1     | 1       | 1     | 3       |
| 4.     | Malajsie (MAS)    | 0     | 1       | 0     | 1       |
| Celkem | Celkem            | 5     | 5       | 5     | 15      |